# Drosophila buzzatii
Espèce
Drosophila buzzatii est une espèce de mouches des fruits de la famille des Drosophilidae,.

## Systématique
L'espèce Drosophila buzzatii a été décrite en 1942 par le généticien américain John Thomas Patterson (d) (1878–1960) et l'entomologiste américain Marshall Ralph Wheeler (d) (1917-2010).

## Étymologie
Son épithète spécifique, buzzatii, lui a été donnée en l'honneur du généticien italien  Adriano Buzzati-Traverso (1913-1983).

## Publication originale
- (en) John Thomas Patterson et Marshall R. Wheeler, « Description of new species of the subgenera Hirtodrosophila and Drosophila », University of Texas publication, Austin, Texas, no 4213,‎ 1942, p. 67-109.